# آدم كروز
آدم كروز (بالإنجليزية: Adam Cruz)‏ هو عازف جاز أمريكي، ولد في 1970 في نيويورك في الولايات المتحدة.

## وصلات خارجية
- آدم كروز على موقع ميوزك برينز (الإنجليزية)
- آدم كروز على موقع ديسكوغز (الإنجليزية)